# Kitsat-1
Kitsat-1 (Kitsat-A) — первый искусственный спутник Земли республики Корея. Аппарат был запущен 10 августа 1992 года с космодрома Куру во французской Гвиане с помощью ракеты-носителя Ариан-4 Спутник был разработан в консорциуме университета Суррея и корейского национального технологического института. Аппарат представлял собой экспериментальный микроспутник и служил для отработки технологий, ознакомление с ними корейских инженеров, фотографирования Земли и изучения космических лучей.
Спутник был запущен совместно со спутником НАСА TOPEX/Poseidon и французским спутником S80/T.

## Конструкция
Спутник сконструирован на основе платформы SSTL-70 и представляет собой небольшой алюминиевый контейнер размером 35×35×58 см и массой 12 кг с 11 слотами для оборудования. Аппарат имел гравитационно-градиентную и магнитную стабилизацию.

## Эксперименты
На аппарате было установлено оборудование для проведения 4 экспериментов.
- EIS представлял собой две ПЗС-камеры для получения изображений Земли видимого диапазона с разрешением 4 км и 400 м.
- DSPE — технологический эксперимент по обработке цифровых сигналов
- PACSAT (PCS) — радиолюбительский эксперимент, который обеспечивал цифровую связь «Store» и «Forward» на частотах 145,90, 145,85, 435 и 175 МГц.
- CRE — это эксперимент по исследованию радиационной обстановки Земли. В его рамках проводились измерения потока ионизирующего излучения и регистрацию высокоэнергитических космических частиц[1][5][6].